# Christiane dos Santos
Christiane Ritz dos Santos (Santa Cruz do Sul, 6 de outubro de 1981) é uma atleta brasileira da modalidade corrida de meio-fundo.
Integrou a delegação que disputou os Jogos Pan-Americanos de 2011 em Guadalajara, no México.

## Trajetória[2]
- 1 x campeã sul-americana
- 2 x medalhista de prata em campeonatos sul-americanos
- 2 x campeã em campeonatos ibero-americanos
- 3 x Top 8 em campeonatos sul-americanos
- 2 x Top 8 em Jogos Pan-Americanos
- 3 x campeã brasileira